# ルキウス・フリウス・ピルス
ルキウス・フリウス・ピルス（ラテン語: Lucius Furius Philus、生没年不詳）は、紀元前2世紀中頃の共和政ローマの政務官。紀元前136年に執政官（コンスル）を務めた。スキピオ・サークルの一員ともされる。

## 出自
ピルスはパトリキ（貴族）であるフリウス氏族の出身である。フリウス氏族はエトルリア都市トゥスクルム（en）から移住したとされている。カピトリヌスのファスティの欠損のため父および祖父のプラエノーメン（第一名、個人名）は不明であるが、紀元前223年の執政官プブリウス・フリウス・ピルスの孫と考えられている。父は紀元前171年にプラエトル（法務官）を務めたルキウス・フリウス・ピルスと推定される。

## 経歴
執政官就任年とウィッリウス法の規定（43歳以上）から、ピルスは179年頃に生まれたと推定される。現存する資料でのピルスに関する最初の記録は、紀元前137年末に、翌年の執政官選挙に立候補して当選したことである。また、遅くとも紀元前139年には法務官を務めたはずである。
紀元前136年の同僚執政官は、プレブス（平民）のセクストゥス・アティリウス・セッラヌスであった。この年、ヒスパニアのヌマンティアと屈辱的な講和条約を締結した、ガイウス・ホスティリウス・マンキヌスの裁判が行われた。プブリウス・コルネリウス・スキピオ・ナシカ・セラピオとプブリウス･コルネリウス・スキピオ・アエミリアヌス・アフリカヌスが、条約批准に強く反対した。両執政官は、条約批准拒否を明確にするため、マンキヌスをヌマンティアに引き渡すことを元老院に提案した。ピルスの管轄地域はヒスパニア・キテリオルであったため、彼がマンキヌスをヌマンティアに連れていき、ヌマンティアに引き渡すこととなった。マンキヌスは裸で手を縛られ、ヌマンティアの門の前に立たされたが、ヌマンティアは受け取りを拒否した。
ウァレリウス・マクシムスはピルスの政敵であるクィントゥス・カエキリウス・メテッルス・マケドニクスとクィントゥス・ポンペイウスのこの件に関する行動に触れている。ピルスが任地に出立しようとした際、両者はピルスが過剰な欲望を持っていると避難した。対するピルスは両者に対して自分に同行するよう命じた。現代の研究者は、この決定を奇妙なものと感じている。おそらくピルスは自身の政敵二人に対し、彼の勝利を見せてやろうと考えたのであろうが、結果としては何も起こらなかった。翌年、後任の執政官クィントゥス・カルプルニウス・ピソにヒスパニア・キテリオルの管轄を委譲した

## 知的活動
ピルスは、スキピオ・アエミリアヌスの友人の一人であり、いわゆる「スキピオ・サークル」に属しており、そのメンバーはギリシア文化の尊敬と穏健な政治改革構想を持っていた。マルクス・トゥッリウス・キケロ、ピルスをこのサークルの他のメンバーとともに、『国家論』の主人公の一人にした。 キケロはティベリウス・センプロニウス・グラックスの時代の弁論家として、ピルスを「非常にラテン語の演説がうまく、他の人よりも教育を受けていた」と評している。

## 子孫
紀元前119年頃に造幣官を務めたマルクス・フリウス・ピルスは、ピルスの息子と思われる。

## 参考資料

### 古代の資料
- アッピアノス『ローマ史』
- ウァレリウス・マクシムス『有名言行録』
- マルクス・トゥッリウス・キケロ『弁論家について』
- マルクス・トゥッリウス・キケロ『ブルトゥス』

### 研究書
- Simon G. The Wars of Rome in Spain. - M .: Humanitarian Academy, 2008 .-- 288 p. - ISBN 978-5-93762-023-1 .
- Broughton R. Magistrates of the Roman Republic. - New York, 1951. - Vol. I. - P. 600.
- Münzer F. Furius // Paulys Realencyclopädie der classischen Altertumswissenschaft . - 1910. - Bd. VII, 1. - Kol. 315.
- Münzer F. Furius 78 // Paulys Realencyclopädie der classischen Altertumswissenschaft . - 1910. - Bd. VII, 1. - Kol. 360.
- Sumner G. Orators in Cicero's Brutus: prosopography and chronology. - Toronto: University of Toronto Press, 1973.- 197 p. - ISBN 9780802052810 .